# 후기자본주의
후기자본주의(독일어: Spätkapitalismus, 영어: Late-stage capitalism, 後期資本主義)는 초기 자본주의와는 다른 수많은 비사회주의적인 경제 상태를 뜻하는 용어이다.

## 개요
자본주의 탄생 이후 여러 경제학자들은 자본주의 경제 체제의 특성을 연구했고, 사회학자들은 자본주의 사회에서 나타나는 문제점과 특징을 연구했다. 하지만, 1차 대전 종전 후 1910년대 후반부터 자본주의 선진국에서 일련의 복지주의, 비자본주의적 정책을 통해 사회주의적인 정책과 자본주의적인 정책이 혼합된 상태로 경제를 운용했으며, 기존의 자본주의 체제를 구성하는 수많은 요소들과는 다른 문화와 정책이 생겨나게 되었다.

### 이론
자본주의 선진국의 경제 체제를 단순히 '자본주의'라고 묘사하기 어려워지자, 트로츠키주의자이자 마르크스주의 경제학자였던 에르네스트 만델이 1972년에 《후기자본주의》라는 저서를 통하여, 1910년대 후반 이후부터 실행된 자본주의 시대를 '후기자본주의'라고 명명했다. 그는 1910년대 이후의 자본주의 시대를 설명하며, 이 시기를 과거 초기 자본주의 시대인 자본가 계층이 부르주아 민주주의 사회의 모든 것을 소유, 점거한 체제와는 다르다고 주장했다. 그는 전통적인 자본가 계급에서 전문 노동자, 비자본가 엘리트라는 새로운 계급이 자본가의 역할을 대신하고있으며, 과거 자본주의와는 다른 고도의 복지 체계가 갖춰질 수 있거나, 그러한 것들에 대한 요구를 효과적으로 묵살할 수도 있는 특이한 상태라고 보았다. 또한 기술의 발전으로 인해, 세계 자본주의 체제가 들어서며, 그로인해 통일된 체계로 이어진다. 마르크스가 주장했던 이윤 생산 관계로부터 벗어나는 자본주의가 될 수도 있으며, 흔히 '자본주의'라는 용어가 뜻하는 초기 자본주의 시대와는 매우 다른 양상이 나타난 비사회주의적 상태이기 때문에, 그 사회를 단순히 통일된 체계로 해석하기는 어렵다고 주장했다. 그는 후기자본주의 상태를 자본주의의 마지막 단계라고 정의했다.
하지만, 후기자본주의 상태는 자본주의 그 자체가 더 굳게 유지될 수 있는 양상으로 이어질 수 있으며, 과거 자본주의와는 다른 수많은 문화들이 새로 나타난다. 이러한 후기자본주의 시대에 관해서 문화인류학자인 프레드릭 제임스는 후기자본주의 문화 3단계론을 제시하기도 하였고, 위르겐 하버마스는 후기자본주의 시대의 유지에 관한 정당성에 대해 고찰했다. 몇몇 학자는 후기자본주의 상태로 넘어온 것을, '자본주의 사회에서 사회문화적 진화 발생'이라고 보기도 하며, 후기자본주의 시대가 도래함으로써 나타난 대표적인 철학 기조가 포스트모더니즘이고, 후기자본주의와 포스트모더니즘은 상호연관성이 높다고 주장하는 철학자들도 있다.
경제적 측면에 있어서 '후기자본주의'라는 개념과 유사한 것은 에르네스트 만델이 《후기자본주의》를 쓰기 전에 이미 카를 마르크스가 자신의 저서인 《자본론》에 설명했었다. 마르크스는 당시 '후기자본주의'라는 용어를 쓰지 않고 '자본주의적 사회구성체'라고 명명했다. 하지만 카를 마르크스는 이 자본주의적 사회구성체를 자본주의 사회에서 함께 존재하는 비자본주의적 요소를 설명하거나, 투쟁의 산물로써 착취 정도가 덜한 자본주의를 설명할 때 이 개념을 차용했을 뿐, 이 사회구성체 내부에서 기존 자본주의와 다른 문화가 어떻게 공존할 수 있는 지, 그것의 과정이 어떤 괄목할만한 결과를 가져오는 지에 대해서는 정립하지 않았다. 또한 마르크스는 자본주의적 사회구성체의 정도에 따라, 최후의 자본주의가 어떠한 형태로 남을 수 있는 지에 대해서 정립하지 않았다. 마르크스가 정립하지 못한 것을 에르네스트 만델이 뒤늦게 정립한 것이다.

### 형성 원인
후기자본주의 체제의 형성 원인은 주변부 자본주의 국가(주로, 후발자본주의 국가를 지칭)와 핵심부 자본주의 국가(선진자본주의 국가를 지칭)의 형성 원인으로 나눌 수 있고, 둘의 내용은 다르다. 주변부 자본주의 국가의 좌파적 후기자본주의화(주로 사민주의 체제)는 주로 반자본주의 세력이 핵심부 자본주의의 경제적 압력을 감수하는 상태로 그 급진성을 유지하기 힘들기 때문에 대부분 권력을 잡는다고 하더라도 수정주의 그 위로의 반자본주의적 경향으로 나가지 않기 때문에 발생하며, 그와 다른 더 강력한 수준의 착취 자본주의로의 후기자본주의화는 주로 그 사회 엘리트들의 개발성장주의, 수직적 민족주의 선동의 결과로써 나타난다. 이러한 정책은 기존의 초기 자본주의와는 다른 복잡한 자본주의의 체제 형성을 낳는다. 핵심부 자본주의 국가는 자본주의 특유의 주기적 공황과 이윤생산으로 인한 빈부격차, 사회 불안을 막기 위해서 의도적으로 후기자본주의로 진입한다. 핵심부 자본주의 국가의 후기자본주의화는 초기 자본주의보다 질적으로 높은 '개량된 모습'을 보이는 경우가 많은 반면, 주변부 자본주의의 후기자본주의는 사실상 고도화 된 '착취' 사회로의 진입 형태로 가는 경우도 적지 않다.

## 종류
세계 경제 체제이며, 자본주의적 소유, 생산 관계가 변하지 않은 상태이고 초기자본주의와 다른 모든 자본주의적인 상태는 후기자본주의에 속한다. 또한 후기자본주의로써 나타나는 여러 가지 자본주의 체제가 존재한다. 예를 들면 사회민주주의에서 제시하는 복지주의적 자본주의도 후기자본주의에 속하며, 국가사회주의, 국가자본주의, 현대화 된 독점자본주의도 이에 속한다.

## 관련 서적 및 출처
- 에르네스트 만델 저, 《후기자본주의》
- 위르겐 하버마스 저, 《후기 자본주의 정당성 위기》
- 앤커를 가이 저, 《독점 자본주의와 독점 사회주의를 넘어서: 경쟁 사회에서 분배 정의》
- 슈트 해리 저, 《이윤 체계를 넘어서: 후기자본주의 시대의 가능성》
- 이병천 저, 《후기자본주의와 사회운동의 전망》

## 같이 보기
- 위기론
- 자본주의에 대한 비판
- 후기 근대성
- 탈공업 사회